# Santa Maria a Toro
Santa Maria a Toro è una frazione del comune di San Nicola Manfredi, in provincia di Benevento.

## Geografia fisica
La località sorge su di un colle, a circa 1 km da San Nicola Manfredi, 5 da San Giorgio del Sannio e 8 da Benevento. Essa conta poco più di 125 abitanti ed è situata a quasi 500 metri sul livello del mare. 

## Storia
Il suo nome è dovuto all'antico toponimo Santa Maria actorum, ove gli atti potrebbero rinviare all'ufficio di un notaio. 
Secondo fonti non verificate, il castello presente nella piazza (poi divenuto palazzo baronale), è stato una casa di villeggiatura del re Manfredi di Sicilia intorno al 1251.
La Chiesa di Santa Caterina Vergine e Martire, principale chiesa del paese, è stata costruita tra il 1694 e il 1720 ed è caratterizzata da una struttura in muratura portante. La pianta è di tipo rettangolare con copertura a due falde. Storicamente l'edificio è stato interessato da interventi di prevenzione sismica (catene) in seguito agli eventi sismici del 1962 che colpirono l'appennino campano e che ne distrussero il campanile, ricostruito successivamente con dimensioni inferiori. 
Nel 1980, il paese è stato nuovamente vittima di un terremoto che ha danneggiato varie abitazioni.  